# Навітряний та підвітряний

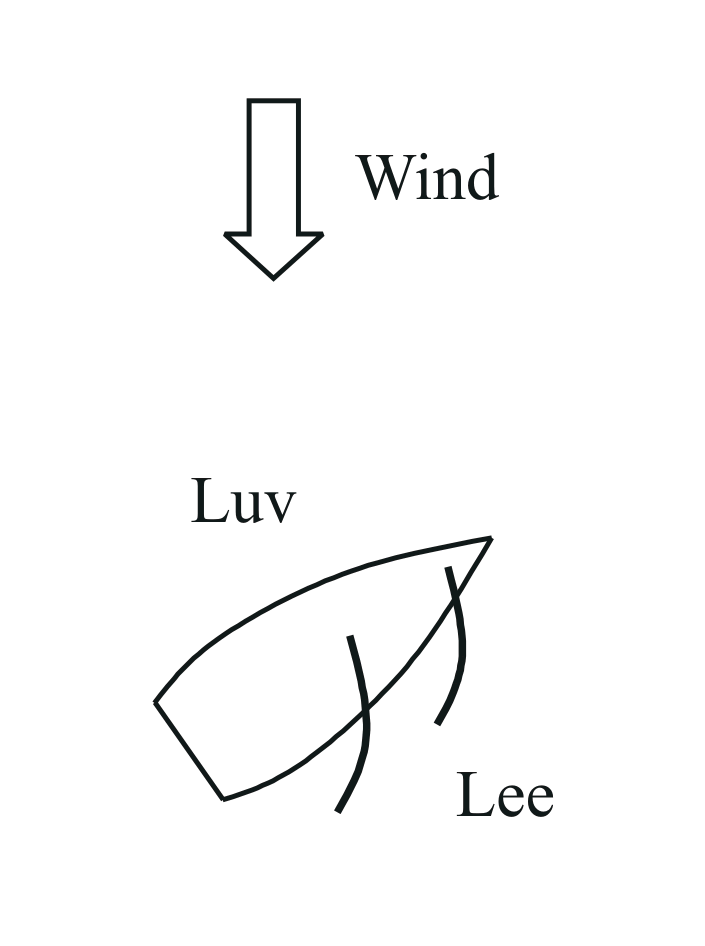
Навітряний (Luv) та підвітряний (Lee) бік судна

Навітряний та підвітряний — характеристики розташування об'єктів відносно напрямку вітру. Навітряний — розташований з того боку, з якого дме вітер, підвітряний — з боку, куди дме вітер. Ці терміни можуть мати як тимчасове значення (маючи на увазі вітер, що дме у даний момент), так і постійне (враховуючи напрямок переважаючих вітрів у якійсь місцевості). У останньому значенні терміни часто застосовують для позначення груп островів у архіпелазі, схилів гір тощо.